# العلاقات السنغالية المالية
العلاقات السنغالية المالية هي العلاقات الثنائية التي تجمع بين السنغال ومالي.

## مقارنة بين البلدين
هذه مقارنة عامة ومرجعية للدولتين:
| وجه المقارنة                                              | السنغال                                              | مالي            |
| --------------------------------------------------------- | ---------------------------------------------------- | --------------- |
| المساحة (كم2)                                             | 196.72 ألف                                           | 1.24 مليون      |
| عدد السكان (نسمة)                                         | 15.85 مليون                                          | 18.54 مليون     |
| الكثافة السكانية (ن./كم²)                                 | 80.57                                                | 14.95           |
| العاصمة                                                   | داكار                                                | باماكو          |
| اللغة الرسمية                                             | لغة فرنسية، اللغة الولوفية، باديارا ‏، اللغة البلنتية | لغة فرنسية      |
| العملة                                                    | فرنك غرب أفريقي                                      | فرنك غرب أفريقي |
| الناتج المحلي الإجمالي (بليون دولار)                      | 16.37 مليار                                          | 15.29 مليار     |
| الناتج المحلي الإجمالي (تعادل القوة الشرائية) بليون دولار | 36.62 مليار                                          | 35.69 مليار     |
| الناتج المحلي الإجمالي الاسمي للفرد دولار أمريكي          | 899                                                  | 724             |
| الناتج المحلي الإجمالي للفرد دولار أمريكي                 | 2.33 ألف                                             | 1.60 ألف        |
| مؤشر التنمية البشرية                                      | 0.466                                                | 0.419           |
| رمز المكالمات الدولي                                      | +221                                                 | +223            |
| رمز الإنترنت                                              | .sn                                                  | .ml             |
| المنطقة الزمنية                                           | 00                                                   | 00              |

## مدن متوأمة
في ما يلي قائمة باتفاقيات التوأمة بين مدن سنغالية ومالية:
- ترتبط داكار مع باماكو باتفاقية توأمة منذ 23 أبريل 1974.

## منظمات دولية مشتركة
يشترك البلدان في عضوية مجموعة من المنظمات الدولية، منها:
| علم المنظمة | اسم المنظمة                                                | تاريخ انضمام السنغال | تاريخ انضمام مالي |
| ----------- | ---------------------------------------------------------- | -------------------- | ----------------- |
|             | مؤسسة التنمية الدولية                                      | 31 أغسطس 1962        | 27 سبتمبر 1963    |
|             | الأمم المتحدة                                              | 28 سبتمبر 1960       | 28 سبتمبر 1960    |
|             | منظمة التجارة العالمية                                     | ?                    | ?                 |
|             | منظمة التعاون الإسلامي                                     | ?                    | ?                 |
|             | البنك الإفريقي للتنمية                                     | ?                    | ?                 |
|             | وكالة ضمان الاستثمار متعدد الأطراف                         | 12 أبريل 1988        | 22 أكتوبر 1992    |
|             | مجموعة دول أفريقيا والكاريبي والمحيط الهادئ                | ?                    | ?                 |
|             | الاتحاد الأفريقي                                           | ?                    | ?                 |
|             | العملية المشتركة للاتحاد الأفريقي والأمم المتحدة في دارفور | ?                    | ?                 |
|             | منظمة الشرطة الجنائية الدولية                              | ?                    | ?                 |
|             | المركز الدولي لتسوية المنازعات الاستشارية                  | 21 مايو 1967         | 2 فبراير 1978     |
|             | الاتحاد الدولي للاتصالات                                   | 15 نوفمبر 1960       | 21 أكتوبر 1960    |
|             | الفريق المعني برصد الأرض                                   | ?                    | ?                 |
|             | البنك الدولي للإنشاء والتعمير                              | 31 أغسطس 1962        | 27 سبتمبر 1963    |
|             | الاتحاد البريدي العالمي                                    | ?                    | ?                 |
|             | منظمة حظر الأسلحة الكيميائية                               | ?                    | ?                 |
|             | مؤسسة التمويل الدولية                                      | 31 أغسطس 1962        | 9 مايو 1978       |
|             | أفريستات ‏                                                  | 21 سبتمبر 1993       | 21 سبتمبر 1993    |
|             | أحدى                                                       | ?                    | ?                 |
|             | يونسكو                                                     | 10 نوفمبر 1960       | 7 نوفمبر 1960     |

## أعلام
هذه قائمة لبعض الشخصيات التي تربطها علاقات بالبلدين:
- أيسي مايغا (25 مايو 1975 – )
- محمدو ندياي (لاعب كرة قدم مالي، 21 يونيو 1990 – )

## وصلات خارجية
- موقع وزارة الخارجية السنغالية